# Ampliación Colonia Lázaro Cárdenas
Ampliación Colonia Lázaro Cárdenas är en ort i Mexiko.   Den ligger i kommunen Meoqui och delstaten Chihuahua, i den nordvästra delen av landet, 1 200 km nordväst om huvudstaden Mexico City. Ampliación Colonia Lázaro Cárdenas ligger 1 195 meter över havet och antalet invånare är 8 161.
Terrängen runt Ampliación Colonia Lázaro Cárdenas är platt åt nordost, men åt sydväst är den kuperad. Runt Ampliación Colonia Lázaro Cárdenas är det ganska tätbefolkat, med 96 invånare per kvadratkilometer. Närmaste större samhälle är Pedro Meoqui, 17,1 km sydost om Ampliación Colonia Lázaro Cárdenas. Trakten runt Ampliación Colonia Lázaro Cárdenas består till största delen av jordbruksmark.